# Böbber
Böbber ist ein Ortsteil der Stadt Bad Münder am Deister im Landkreis Hameln-Pyrmont in Niedersachsen.

## Geografie
Der Ort liegt im Deister-Süntel-Tal, umgeben von den Höhenzügen des Deisters im Nordosten und des Süntels im Südwesten. Nordöstlich, 1 km entfernt, verläuft die B 442.

## Geschichte
Von 1885 bis 1974 gehörte Böbber zum damaligen Landkreis Springe.
Die Gemeinde Böbber wurde am 1. Januar 1973 in die Stadt Bad Münder am Deister eingegliedert. Bei den letzten Volkszählungen vor der Eingemeindung hatte Böbber 198 (6. Juni 1961) bzw. 181 Einwohner (27. Mai 1970).